# Котловина Подводников
Котлови́на Подво́дников — подводная котловина в Северном Ледовитом океане, расположенная между хребтами Менделеева и Ломоносова; отрог последнего отделяет её от котловины Макарова.
Центральная и северная части котловины представляют собой полого наклоненную на север абиссальную равнину. Глубины здесь достигают 3000 м. Дно котловины выстлано илом.
Котловина Подводников была открыта советскими исследователями в 1950 году.